# Octombrie 2006
Acest articol este generat integral pe baza informațiilor din articolul 2006 și este actualizat periodic de un robot.
 Editările făcute în articol vor fi șterse la următoarea actualizare! Dacă doriți să faceți modificări, editați articolul-sursă.

ianuarie -
februarie -
martie -
aprilie -
mai -
iunie -
iulie -
august -
septembrie -
octombrie -
noiembrie -
decembrie
Octombrie 2006 a fost a zecea lună a anului și a început într-o zi de duminică.

## Evenimente

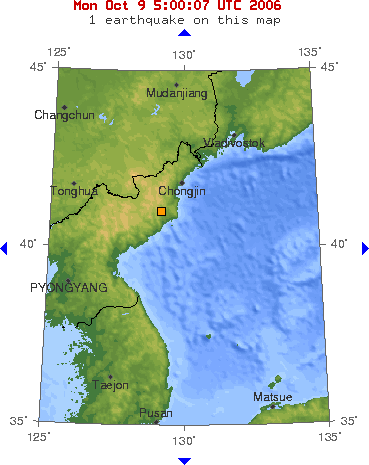
Primul test nuclear în Coreea de Nord

- 1 octombrie: Alegeri legislative în Austria. Victorie la limită a Partidului Social-Democrat, SPO (35,7%), asupra Partidului Popular (34,2%) condus de cancelarul Wolfgang Schuessel.
- 9 octombrie: Coreea de Nord a anuntat că a efectuat o explozie nucleară subterană de încercare, în ciuda îngrijorării comunității internaționale și a avertizărilor ONU.
- 11 octombrie: O aeronavă de mici dimensiuni a lovit o clădire din Manhattan, New York. Reprezentații primăriei din New York au exclus  posibilitatea unui atentat terorist.
- 14 octombrie: Consiliul de Securitate ONU a adoptat, în unanimitate, o rezoluție care impune sancțiuni economice și comerciale Coreei de Nord în urma testului nuclear din 9 octombrie.
- 18 octombrie: Palatul CEC din București intră în proprietatea Primăriei Municipiului București. Guvernul a plătit Casei de Economii și Consemnațiuni aproximativ 18 milioane de euro pentru imobil.
- 22 octombrie: Fernando Alonso își câștigă al doilea titlu mondial de Formula 1.
- 23 octombrie: Satisfacerea stagiului militar nu mai este obligatorie în România.
- 26 octombrie: Germania a ratificat, Tratatul de aderare a României și Bulgariei la Uniunea Europeană. Din cele 551 de voturi exprimate, 529 au fost pentru, 12 voturi împotrivă și 10 abțineri.
- 30 octombrie: Leonard Orban a fost confirmat de președintele Comisiei Europene, Jose Manuel Durao Barroso, în postul de comisar european din partea României.

## Decese
- 1 octombrie: Frank Beyer, 74 ani, regizor de film, german (n. 1932)
- 3 octombrie: Peter George Norman, 64 ani, atlet australian (n. 1942)
- 3 octombrie: Sandu Sticlaru, 82 ani, actor român de etnie evreiască (n. 1923)
- 4 octombrie: Violeta Zamfirescu, 86 ani, scriitoare română (n. 1920)
- 4 octombrie: Traian Ionescu, 83 ani, fotbalist (portar) și antrenor român (n. 1923)
- 4 octombrie: Oskar Pastior, 79 ani, poet german născut în România (n. 1927)
- 7 octombrie: Anna Politkovskaia, 48 ani, scriitoare și jurnalistă rusă (n. 1958)
- 9 octombrie: Paul Alan Hunter, 27 ani, jucător profesionist de snooker (n. 1978)
- 10 octombrie: Ovidiu Haidu, 38 ani, tenor român (n. 1968)
- 10 octombrie: Avram Filipaș, 66 ani, politician român (n. 1940)
- 11 octombrie: Steliana Grama, 32 ani, poetă din Republica Moldova (n. 1974)
- 11 octombrie: Jacques Sternberg, 83 ani, scriitor francez (n. 1923)
- 11 octombrie: Eugen Tănase, 92 ani, dramaturg român (n. 1914)
- 16 octombrie: Gheorghe Váczi, 84 ani, fotbalist român (atacant) de etnie maghiară (n. 1922)
- 16 octombrie: Niall Andrews, 69 ani, politician irlandez (n. 1937)
- 18 octombrie: Július Korostelev, 83 ani, fotbalist și antrenor ceh (n. 1923)
- 19 octombrie: Ernest Maftei, 86 ani, actor român de film și epigramist (n. 1920)
- 20 octombrie: Jane Wyatt, 96 ani, actriță americană (n. 1910)
- 22 octombrie: Choi Kyu-hah, 87 ani, președinte al Coreei de Sud (1979-1980), (n. 1919)
- 28 octombrie: Trevor Berbick, 52 ani, boxer profesionist canadian (n. 1954)
- 30 octombrie: Iosif Bukossy, 70 ani, fotbalist (atacant) și antrenor român (n. 1936)
- 30 octombrie: Vasile Radu Ghenceanu, 67 ani, folclorist român (n. 1939)
- 30 octombrie: Radu Klapper, 69 ani, poet, scriitor și critic de balet israelian (n. 1937)
- 30 octombrie: Iosif Bükössy, 70 ani, fotbalist român de etnie maghiară (n. 1936)